# Geórgios Altouvás
 (juillet 2023).
Geórgios Altouvás (grec moderne : Γεώργιος Δ. Αλτουβάς) est un prêtre grec, nommé archevêque catholique de Corfou, Zakynthos et Céphalonie, et administrateur apostolique du Vicariat de Thessalonique en 2020.

## Biographie
Geórgios Altouvás a fréquenté l'école des frères maristes dans le quartier Ano Patissia à Athènes. De 1992 à 1997, il étudie la philosophie et la théologie catholique à la faculté de théologie des Pouilles. 
Pendant ce temps, il a vécu au séminaire de Pie XI à Molfetta. Le 3 octobre 1998, Altouvas est ordonné prêtre pour l'archidiocèse d'Athènes.
Après son ordination, Geórgios Altouvás poursuit ses études à la Faculté pontificale de théologie Teresianum à Rome, où il obtient une licence en théologie spirituelle en 1999. 
Altouvas œuvra alors comme prêtre dans diverses paroisses de l'archidiocèse d'Athènes. Il a également été juge à la Cour ecclésiastique de l'Archidiocèse d'Athènes, membre du Collège des Consultants et directeur national des Œuvres missionnaires pontificales. 
Depuis 2015, Geórgios Altouvás est prêtre de la cathédrale Saint Denis l'Aréopagite à Athènes.
Le 14 septembre 2020, le pape François l'a nommé archevêque de Corfou, Zakynthos et Céphalonie et administrateur apostolique du vicariat apostolique de Thessalonique.